# Ascension

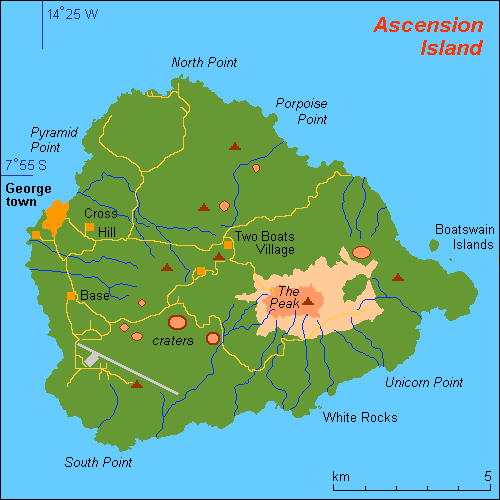
Karta över Ascension.

Ascension är en brittisk ö i södra Atlanten, cirka 1 300 kilometer nordväst om Sankta Helena. Den tillhör det brittiska utomeuropeiska territoriet Sankta Helena, Ascension och Tristan da Cunha, dit förutom Sankta Helena bland annat Tristan da Cunha hör. 
Ön har en yta på omkring 88 km² och cirka 1 100 invånare. Den största orten är Georgetown på västkusten, med 560 invånare (2003).

## Natur
Ön är vulkanisk och karg, nästan helt utan vegetation, bortsett från ett mindre område runt toppen av Green Mountain (859 meter över havet). Årsnederbörden varierar från 150 mm vid kusten till 635 mm i bergen. Många havssköldpaddor besöker ön mellan januari och maj för att lägga ägg.

## Näringsliv
Ascension är ett viktigt telekommunikationscenter, och här finns en brittisk station för satellitkommunikation samt en radiosändare (BBC). På ön finns också den brittisk-amerikanska flygbasen RAF Ascension Island (Wideawake Airfield). Under apartheidtiden i Sydafrika använde SAL/SAA denna flygplats för mellanlandning på rutten London–Johannesburg, då de inte fick flyga över afrikanska kontinenten. Wideawake hade en central roll i Operation Black Buck under Falklandskriget år 1982.
Dessutom har den europeiska rymdorganisationen en markstation till Ariane-uppskjutningar från Kourou.
Det odlas frukt och grönsaker på ön. Sportfisketurism förekommer.

## Historia
Ön upptäcktes den 21 maj 1501 av den portugisiske kaptenen João da Nova, och fick namnet Ascension eftersom den upptäcktes på Kristi himmelfärdsdag. Den är en brittisk koloni sedan 1815; då Napoleon I kom till Sankta Helena förlades en brittisk garnison i Georgetown. Ön införlivades 1922 i Saint Helena and Dependencies-området.